# Henfield
Henfield – wieś w Anglii, w hrabstwie West Sussex, w dystrykcie Horsham. Leży 38 km na wschód od miasta Chichester i 65 km na południe od Londynu. W 2001 miejscowość liczyła 5012 mieszkańców.